# Trusnov
Trusnov är en ort i Tjeckien.   Den ligger i regionen Pardubice, i den centrala delen av landet, 120 km öster om huvudstaden Prag. Trusnov ligger 263 meter över havet och antalet invånare är 224.
Terrängen runt Trusnov är platt.Runt Trusnov är det ganska glesbefolkat, med 43 invånare per kvadratkilometer. Närmaste större samhälle är Pardubice, 19,6 km väster om Trusnov. Trakten runt Trusnov består till största delen av jordbruksmark.